# Могоая
Могоая (рум. Mogoaia) — село у повіті Муреш в Румунії. Входить до складу комуни Міхешу-де-Кимпіє.
Село розташоване на відстані 287 км на північний захід від Бухареста, 28 км на північний захід від Тиргу-Муреша, 49 км на схід від Клуж-Напоки.

## Населення
За даними перепису населення 2002 року у селі проживали 20 осіб, з них 19 осіб (95,0%) румунів. Усі жителі села рідною мовою назвали румунську.